# La Crosse (pueblo)
La Crosse es un pueblo ubicado en el condado de Whitman en el estado estadounidense de Washington. En el año 2000 tenía una población de 380 habitantes y una densidad poblacional de 425,3 personas por km².

## Geografía
La Crosse se encuentra ubicada en las coordenadas 46°48′51″N 117°52′48″O / 46.81417, -117.88000.

## Demografía
Según la Oficina del Censo en 2000 los ingresos medios por hogar en la localidad eran de $30.893, y los ingresos medios por familia eran $40.833. Los hombres tenían unos ingresos medios de $30.972 frente a los $20.313 para las mujeres. La renta per cápita para la localidad era de $16.656. Alrededor del 5,9% de la población estaban por debajo del umbral de pobreza.